# كاتدرائية القديسة صوفيا
كاتدرائية القديسة صوفيا هي كاتدرائية مدينة كييف يعود تاريخ بنائها إلى حكم كييف روس، اليوم هي واحدة من أهم المعالم في أوكرانيا ومدرجة ضمن مواقع التراث العالمي مع دير كهف كييف، اسم الكاتدرائية أتى من أيا صوفيا وألتي كانت موجودة في القسطنطينية وقد بُنيت في سنة 989 ميلادية.

## أعلام
- ياروسلاف الحكيم
- فلاديمير مونوماخ
- فسيفولود ياروسلافوفيتش
- فياتشيسلاف فلاديميروفيتش